# La Huitième Fille
La Huitième Fille est le troisième livre des Annales du Disque-monde de l'écrivain anglais Terry Pratchett.

## Historique
L'œuvre originale fut publiée en 1987 sous le titre Equal Rites.

## Couverture
Terry Pratchett raconte avoir trouvé très amusante la couverture du livre par Josh Kirby, qui dessine le balai magique d'Esk à la façon d'un pénis, ce qui illustre, accidentellement ou non, les « accents freudiens » du roman. Kirby se caricature également lui-même dans un des mages sur la couverture arrière du roman.

## Résumé
Ce roman est totalement indépendant des deux premiers des Annales et commence la sous-série des sorcières.
Le mage Tambour Billette, sachant sa fin proche, doit transmettre sa magie avant de suivre la Mort. Il se rend dans un village où la naissance du huitième fils d'un huitième fils va avoir lieu ; cette généalogie particulière est un présage de magie forte. Billette parvient à convaincre le futur père, le forgeron Lefèvre, de le laisser léguer sa magie et son bourdon au nouveau-né. Ce n'est qu'une fois que la Mort a pris son âme que Billette s'aperçoit que l'enfant est une fille, Eskarina, or aucune femme ne peut prétendre devenir mage, mais il est trop tard.
La fillette grandit et montre peu à peu des signes magiques qu'elle ne contrôle pas. Son père décide de confier l'enfant à Mémé Ciredutemps, une sorcière vivant proche de son village, mais cette dernière comprend également qu'elle sera incapable d'apprendre à Esk comment maîtriser sa magie et décide de la faire inscrire à l'Université de l'Invisible d'Ankh-Morpork, en dépit de la règle qui veut qu'aucune femme ne puisse suivre les cours de l’Université.
Devant les mages amusés, Esk ne parvient pas à se faire reconnaître comme mage, Mémé Ciredutemps la fait donc engager comme servante, déguisant son bourdon comme un balai. Esk suit ainsi discrètement les cours mais aussi les progrès de Simon, un étudiant qu'elle a rencontré sur la route d'Ankh-Morpork, de grand talent, ayant une vision radicalement différente de l'univers et de la magie mais à la timidité maladive.
La magie de Simon provoque accidentellement une nouvelle brèche vers les Dimensions de la Basse-Fosse, entrainant Esk. Son bourdon, doué d'une volonté propre et protégeant son possesseur, assomme Simon, ce qui permet la fermeture de la brèche mais enferme l'esprit de Simon dans les Dimensions. Esk repousse son bourdon dans la rivière et part sauver son ami. En réaction, le bourdon crée une forte tempête qui provoque des inondations dans la ville et l'université. Mémé Ciredutemps doit convaincre l'Archichancelier Biseauté, directeur de l’Université, de venir en aide à la fillette ; la dispute vire au duel de magie, qui se termine en un match nul.
Esk et Simon se retrouvent dans les Dimensions et ensemble, trouvent la faiblesse des créatures peuplant ce monde : ils sont effrayés par les mages puissants qui choisissent de ne pas faire usage de leur pouvoir. Mémé Ciredutemps et Biseauté retrouvent le bourdon, grâce auquel ils ramènent Esk et Simon. La fillette est finalement acceptée au sein de l'Université, où avec Simon, elle va développer une nouvelle forme de magie.

## Analyses

### Place dans la série
Il s'agit du premier roman du Disque-Monde à se concentrer sur les sorcières.
Pour la première-fois dans les Annales du Disque-monde et la deuxième fois dans les écrits de Pratchett (la première occurrence étant dans Le côté obscur du soleil), le running gag « les chances sur un million se réalisent neuf fois sur dix » est mentionné.

### Influences
Pratchett dédie le roman à Neil Gaiman, le remerciant de lui avoir prêté la dernière copie intacte du Liber Paginarum Fulvarum. Cet ouvrage fictif, dont le titre peut être traduit par « livre des pages jaunes », se présente comme un annuaire des morts (et non pas comme le Livre des morts auquel il fait référence). Inventé par les deux auteurs, il est évoqué dans Sandman, dans La Huitième Fille, et dans De bons présages, co-écrit par Pratchett et Gaiman et paru en 1990. Le Necrotelicomnicom est un jeu de mots reprenant l'idée de l'annuaire des morts plutôt que du livre des morts et sur le livre Necronomicon créé par H. P. Lovecraft. En plus du Necronomicon, Pratchett cite les dieux Bel-Shamharoth (déjà présent dans La Huitième Couleur), C'hulagen dont le nom rappelle celui de C'thulhu, et The Insider (« celui d'ici »), référence à Je suis d'ailleurs.
Mémé Ciredutemps mentionne avoir rencontré les dieux du tonnette ainsi que « Hoki », nommé d'après le dieu Loki et le mot anglais hokey (« gnangnan, bidon »), dont la description rappelle beaucoup le dieu Pan. Une femme de ménage de l'université de l'Invisible, nommée Ksandra, parle toujours la bouche pleine et personne ne la comprend, ce qui pourrait être une référence à Cassandre.
Pratchett cite indirectement plusieurs chansons et poèmes dans l'ouvrage. Il reprend les paroles de la chanson She Moved Through the Fair, ainsi que la chanson à boire Gaudeamus igitur chantée par les mages en formation. Le duel magique entre Mémé Ciredutemps et l'archichancelier peut rappeler L'Épée dans la pierre, mais Terry Pratchett affirme que les deux ne sont pas liés et qu'un duel entre une femme et un homme tendent à souvent se ressembler, notamment dès la chanson folklorique Les deux magiciens.
Pratchett compare le balai de Mémé Ciredutemps à une Morris Minor.
Le personnage de « Granpone le Blanc » est averti qu'il deviendra « Granpone le Gris » s'il ne fait pas la lessive plus souvent, une référence à Gandalf qui passe du gris au blanc dans Le Seigneur des anneaux. Un lieu est comparé à Gormenghast, un château décrépi de la trilogie du même nom par Mervyn Peake.
Pratchett raconte que le Créateur s'amuse à jouer avec le Pléistocène, véritable époque géologique, mais également au nom proche de celui de la Plasticine ou pâte à modeler.

### Thèmes
- La place des hommes et des femmes dans les traditions, l'égalité des sexes ;
- Les placebos et la médecine traditionnelle rurale (une grande partie de la magie de Mémé Ciredutemps est fondée sur les croyances des gens du village).

Un thème central du roman est le contraste entre les sorcières informelles et portées sur la nature et le monde vivant, toutes des femmes, et les mages, tous des hommes en théorie, qui utilisent des procédures plus mathématiques et sont très portés sur les rituels et cérémonies. Des critiques font remarquer que les sorcières du roman sont également des caricatures de personnes qu'on retrouve dans les festivals wicca contemporains.

## Personnages
- Eskarina « Esk » Lefèvre, apprentie sorcière/mage ;
- Esméralda « Mémé » Ciredutemps, sorcière et formatrice d'Eskarina ;
- Les mages de l'Université de l'Invisible d'Ankh-Morpork, dont en particulier :
  - L'Archichancelier Biseauté, Archimage de l'Étoile d'Argent,
  - Traitel, recteur de l'UI, membre des Anciens Frères d'Appellation Contrôlée de l'Étoile d'Argent,
  - Simon, apprenti mage, adolescent dégingandé, pâle et bègue, mais très doué en magie,
  - Le bibliothécaire, transformé en orang-outan;
- Madame Panaris, intendante de l'Université de l'Invisible.